# Лавлинский, Леонард Илларионович
Леона́рд Илларио́нович Лавли́нский (9 января 1930, Ростов-на-Дону — 11 мая 2005, Москва) — русский писатель, поэт и литературный критик, редактор. Кандидат филологических наук (1972).

## Биография
Окончил историко-филологический факультет Ростовского государственного университета (1952) и аспирантуру при кафедре русского языка и литературы Ростовского госпединститута (1955).
Печатался с 1958. Член СП СССР (1971), избирался членом его правления (1986—1991).
Работал в молодёжной печати, затем литсотрудником журнала «Дон», был членом КПСС (1959) — с того же года в Москве, инструктором сектора печати отдела пропаганды и агитации ЦК ВЛКСМ (1959—1964), членом редколлегии Главной редакции худ. литературы Госкомпечати РСфСР (1964—1965), инструктором отдела культуры ЦК КПСС (1965—1970), 1970—1977 первым заместителем главного редактора журнала «Дружба народов» С. А. Баруздина. В 1972 году защитил диссертацию на соискание учёной степени кандидат филологических наук, тема диссертации «Гражданские мотивы в лирике 60-х годов».
1977—1997 главный редактор журнала «Литературное обозрение».

Могила на Хованском кладбище

Похоронен на Хованском кладбище (уч. 24к).

## Награды
- орден Дружбы народов (16.11.1984)
- орден «Знак Почёта» (17.01.1980)[3]
- медаль

## Отзывы
Литературовед, литературный критик, журналист, писатель и публицист Б. Г. Яковлев отмечал: 

Он был ленив, появлялся в редакции раз-два в неделю. Это сибаритство было мне непонятно, и я думаю, что его избаловала работа в ЦК ВЛКСМ, в том отделе, где многие трудились ни шатко ни валко, а потом и Отделе культуры ЦК КПСС, где он тоже успел поработать. Особых лавров не снискал, но из уважения к его знанию поэзии (тут он был «на коне», более того, обладал, на мой взгляд, абсолютным поэтическим слухом — чего не скажешь о его собственной поэтической практике) и приближенности к руководящим литературным монстрам (впрочем, и к настоящим поэтам) он стал первым заместителем главного редактора «Дружбы народов».